# Махамаду Ламін Ба
Махамаду Ламін Ба (фр. Mohamadou Lamine Bah, нар. 23 жовтня 2001) — малійський футболіст, півзахисник туніського «Олімпіка» (Бежа).
Виступав за молодіжну збірну Малі.

## Клубна кар'єра
Народився 23 жовтня 2001 року. Вихованець футбольної школи туніського клубу «Олімпік» (Бежа).
У дорослому футболі дебютував 2022 року виступами за його основну команду.

## Виступи за збірну
З 2023 року залучається до складу молодіжної збірної Малі. На молодіжному рівні зіграв у 5 офіційних матчах.
У складі олімпійської збірної Малі — учасник футбольного турніру на Олімпійських іграх 2024 року в Парижі.

## Статистика виступів

### Статистика клубних виступів
Станом на 14 липня 2024
| Сезон             | Команда           | Чемпіонат         | Чемпіонат | Чемпіонат | Національний кубок | Національний кубок | Національний кубок | Континентальні кубки | Континентальні кубки | Континентальні кубки | Інші змагання | Інші змагання | Інші змагання | Усього | Усього | Усього |
| Сезон             | Команда           | Ліга              | Ігор      | Голів     | Ліга               | Ігор               | Голів              | Ліга                 | Ігор                 | Голів                | Ліга          | Ігор          | Голів         | Ігор   | Голів  |        |
| ----------------- | ----------------- | ----------------- | --------- | --------- | ------------------ | ------------------ | ------------------ | -------------------- | -------------------- | -------------------- | ------------- | ------------- | ------------- | ------ | ------ | ------ |
| 2022–23           | «Олімпік» (Беджа) | ТПЛ1              | 15        | 1         | КТ                 | 3                  | 1                  |                      | -                    | -                    |               | -             | -             | 18     | 2      |        |
| 2023–24           | «Олімпік» (Беджа) | ТПЛ1              | 23        | 1         | КТ                 | 0                  | 0                  | ККК                  | 2                    | 0                    | СКТ           | 1             | 1             | 26     | 2      |        |
| Усього за кар'єру | Усього за кар'єру | Усього за кар'єру | 38        | 2         |                    | 3                  | 1                  |                      | 2                    | 0                    |               | 1             | 1             | 44     | 4      |        |

## Титули і досягнення
- Володар Суперкубка Тунісу (1):

«Олімпік» (Бежа): 2023